# Petrit Çeku
Petrit Çeku (n. 2 iunie 1985, Prizren, RS Serbia, RSF Iugoslavia) este un chitarist clasic kosovaro-albanez.

## Biografie
Născut în Prizren, Kosovo, Çeku a fost inspirat să cânte la chitară de tatăl său de la vârsta de șase ani. A urmat școala de muzică Lorenc Antoni de la 9 la 17 ani, unde a luat lecții de chitară clasică de la Luan Sapunxhiu.
În 2002, Çeku a fost invitat de Xhevdet Sahatxhija să studieze la Zagreb, Croația, la școala de muzică Pavao Markovac. În 2008, Çeku a absolvit Academia de Muzică din Zagreb în renumita clasă a lui Darko Petrinjak. În perioada 2009–2013 a continuat studiile cu Manuel Barrueco la Conservatorul Peabody din Baltimore, SUA.
Çeku a susținut numeroase recitaluri în toată Europa și în America și a fost solist cu orchestre precum Baltimore Symphony, Orchestra Filarmonică Cehă, State Hermitage Orchestra din Sankt Petersburg și Filarmonica din Zagreb. De asemenea, apare frecvent cu faimoșii soliști din Zagreb și este un membru fondator al Guitar Trio Elogio.
Concertează frecvent  la festivaluri de muzică, precum Next Generation Festival, Samobor Festival, Panama Guitar Festival, Moscow Guitar Virtuosi și Pristina's Remusica Festival. De asemenea, predă frecvent  la Academia Poloneză de Chitară și la Festivalul Samobor Young Masters.
Petrit Çeku cântă la o chitară produsă de Ross Gutmeier.

## Premii
- Concursul internațional de chitară Christopher Parkening, 2012, Malibu, California[15][16][17]
- Allentown Symphony Schadt String Competition, Allentown, Pennsylvania[18]
- 2011 Concursul Internațional de Chitară Maurizio Biasini, Bologna, Italia[19]
- 2007 Concursul internațional de chitară clasică Michele Pittaluga, Alessandria, Italia[20][21]
- Concursul Ferdo Livadic din 2005, Samobor, Croația, cea mai bună interpretare a unui concert[22]
- 2004 Concursul internațional Andres Segovia pentru tinerii chitariști, Velbert Germania[23]
- 2004 Competiția Emilio Pujol, Sassari, Italia[24]
- 2003 All Croatia Competition, Dubrovnik, Croația[25]
- 2003 Concursul de chitară Anna Amalia, Weimar, Germania[25]

### Clasări pe locul 2
- 2012 Concursul internațional de concerte de chitară JoAnn Falletta, Buffalo, New York[26]
- Concursul internațional de chitară Parkening 2006, Malibu, California[27]
- 2006 Printemps de la Guitare, Charleroi, Belgia [28][29]

### Alte premii
- 2012 Concursul internațional de concerte de chitară JoAnn Falletta, Buffalo, New York, Preferința publicului și onorurile preferate ale muzicienilor[26]
- 2008 Filarmonica din Zagreb, cel mai bun muzician tânăr al anului, Zagreb, Croația[28]
- 2005 Premiul pentru cel mai bun tânăr muzician al anului Ivo Vuljevic

## Discografie
Primul CD al lui Çeku a fost lansat în 2008 de casa de discuri Naxos. Înregistrările sale la violoncel, după Bach, au fost aranjate de Valter Dešpalj și au fost lansate în 2016 de casa de discuri Eudora.